# Chant (menuiserie)
Pour les articles homonymes, voir Chant (homonymie).

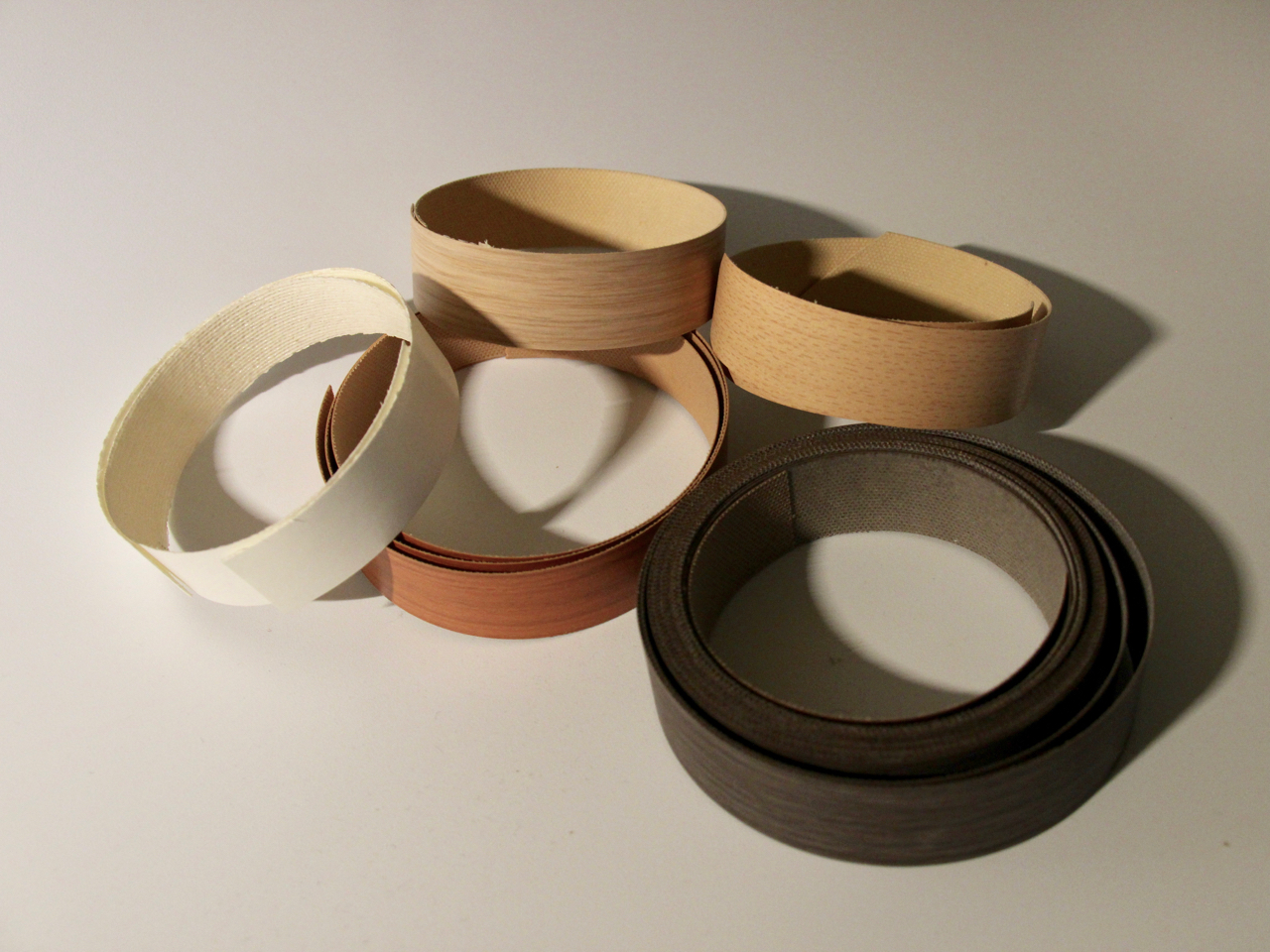
Bandes de chants thermocollants

Le chant est un matériau utilisé dans la fabrication de meubles pour la finition esthétique des chants des panneaux à base de bois. Le chant est généralement vendu en bande.
Il existe différents types de chant :
- Chants thermoplastiques ;
- Chants thermo-collants ;
- Chants autocollant ;
- Chant en bois (placage).

Le chant est généralement décliné en trois épaisseurs standards : 0,8 mm - 1 mm - 2 mm.

## Chants thermoplastiques
Il existe trois types de chants thermoplastique :
- Les chants en acrylonitrile butadiène styrène qui est un polymère thermoplastique présentant une bonne tenue aux chocs[1] ;
- Les chants en polypropylène[2] ;
- Les chants en polyméthacrylate de méthyle[3].

Ces chants sont collés au moyen d'une Plaqueuse de chant équipée d'une colle thermofusible :
- Colle éthylène vinylacétate ;
- Colle polyoléfine ;
- Colle polyuréthane[4].

## Chants thermo-collants
Ce type de chant comporte une couche de colle qui permet sa fixation au moyen d'un fer à repasser.
Avant le collage de ce type de chant il est nécessaire de préparer le chant du panneau à recouvrir à l'aide de papier de verre. Une feuille de papier doit être placée entre la bande de chant et le fer à repasser afin d'éviter de brûler la surface.